# Collegio uninominale Lombardia - 10 (2020)
Il collegio elettorale uninominale Lombardia - 10 è un collegio elettorale uninominale della Repubblica Italiana per l'elezione del Senato della Repubblica.

## Territorio
Come previsto dalla legge n. 51 del 27 maggio 2019, il collegio è stato definito tramite decreto legislativo all'interno della circoscrizione Lombardia.
È formato dal territorio dell'intera provincia di Pavia (186 comuni), dell'intera provincia di Lodi (60 comuni) e dal comune di San Colombano al Lambro nella città metropolitana di Milano.
Il collegio è parte del collegio plurinominale Lombardia - 02.

## Eletti
| Elezione | Elezione | Deputato             | Partito |
| -------- | -------- | -------------------- | ------- |
|          | 2022     | Gian Marco Centinaio | Lega    |

## Dati elettorali

### XIX legislatura
Come previsto dalla legge elettorale, 74 senatori sono eletti con sistema a maggioranza relativa in altrettanti collegi uninominali a turno unico.
| Candidati                                 | Candidati                      | Voti    | %     | Liste                          | Voti    | %     |
| ----------------------------------------- | ------------------------------ | ------- | ----- | ------------------------------ | ------- | ----- |
|                                           | Gian Marco Centinaio ✔️ Eletto | 208 128 | 54,62 | Fratelli d'Italia              | 112 198 | 29,45 |
| Lega per Salvini Premier                  | Gian Marco Centinaio ✔️ Eletto | 208 128 | 54,62 | 57 091                         | 14,98   |       |
| Forza Italia                              | Gian Marco Centinaio ✔️ Eletto | 208 128 | 54,62 | 36 090                         | 9,47    |       |
| Noi moderati/Lupi - Toti - Brugnaro - UDC | Gian Marco Centinaio ✔️ Eletto | 208 128 | 54,62 | 2 749                          | 0,72    |       |
|                                           | Valerio Federico               | 92 779  | 24,35 | Partito Democratico-IDP        | 67 843  | 17,81 |
| +Europa                                   | Valerio Federico               | 92 779  | 24,35 | 12 297                         | 3,23    |       |
| Alleanza Verdi e Sinistra                 | Valerio Federico               | 92 779  | 24,35 | 11 052                         | 2,90    |       |
| Impegno Civico - Centro Democratico       | Valerio Federico               | 92 779  | 24,35 | 1 587                          | 0,42    |       |
|                                           | Francesca Zanchi               | 30 751  | 8,07  | Azione - Italia Viva - Calenda | 30 751  | 8,07  |
|                                           | Silvia Baldini                 | 30 014  | 7,88  | Movimento 5 Stelle             | 30 014  | 7,88  |
|                                           | Eleonora Tempesta              | 7 780   | 2,04  | Italexit                       | 7 780   | 2,04  |
|                                           | Bianca Maria Giorla            | 4 808   | 1,26  | Italia Sovrana e Popolare      | 4 808   | 1,26  |
|                                           | Franco Rossi                   | 3 902   | 1,02  | Unione Popolare                | 3 902   | 1,02  |
|                                           | Fulvia Pezzini                 | 2 531   | 0,66  | Vita                           | 2 531   | 0,66  |
|                                           | Fabrizio Caleffi               | 338     | 0,09  | Noi di Centro – Europeisti     | 338     | 0,09  |
| Totale                                    | Totale                         | 381 031 | 100   |                                | 381 031 | 100   |
|                                           |                                |         |       |                                |         |       |
| Voti non validi                           | Voti non validi                | 17 371  | 4,36  |                                |         |       |
| Votanti                                   | Votanti                        | 398 402 | 68,00 |                                |         |       |
| Elettori                                  | Elettori                       | 585 875 |       |                                |         |       |